# 胡廣內閣
胡廣內閣成立於永樂五年二月五日（1407年3月14日），結束於永樂十六年五月八日（1418年6月11日）。是明成祖統治下的第三個內閣，亦是第二個正式內閣，由時任翰林學士胡廣組閣。
永樂七年（1409年），成祖決定親征韃靼，命胡廣、楊榮、金幼孜隨行，黃淮、楊士奇留守輔佐皇太子朱高熾監國，內閣一度負起協理中央政府的責任。
永樂十二年（1414年），成祖北征歸來，因太子遣使迎接稍迟，加之漢王朱高煦譖言，东宫官屬悉數下詔獄，黃淮、楊士奇因此下狱。
永樂十六年五月八日，胡廣在任內逝世；同日由次輔楊榮繼任內閣首輔。

## 內閣成員
以下閣員全部自解縉內閣續任：
| 職位   | 姓名   | 備注                                 |
| ------ | ------ | ------------------------------------ |
| 首輔   | 胡廣   |                                      |
| 次輔   | 黃淮   | 永乐十二年（1414年）起解職，下獄十年 |
| 次輔   | 楊榮   | 永乐六年（1408年）出閣守喪，同年復職 |
| 大學士 | 楊士奇 | 永乐十二年停職，隨即復職             |
| 大學士 | 金幼孜 |                                      |